# Saromaona
Saromaona è una città e comune del Madagascar situata nel distretto di Mananara Nord, regione di Analanjirofo. 
La popolazione del comune rilevata nel censimento 2001 era pari a 5 204 unità.